# Papstbesuche in Österreich
Papstbesuche in Österreich gab es in der zweitausendjährigen Geschichte des Papsttums erst fünf; vier von ihnen fallen in die Zeit seit 1983. Zum ersten Papstbesuch kam es 1782, als Pius VI. im Zuge der Streitigkeiten um die Reformpolitik Kaiser Josephs II. zu Verhandlungen nach Österreich reiste. Die meisten Österreichbesuche absolvierte Papst Johannes Paul II., der 1983, 1988 und 1998 nach Österreich kam. Alle drei Besuche hatten den Charakter einer Pastoralreise. Der bis heute letzte Papstbesuch erfolgte im September 2007, als Benedikt XVI. das Stift Heiligenkreuz, die dortige Philosophisch-Theologische Hochschule Benedikt XVI., Mariazell und Wien besuchte.
| Datum                                                                         | Papst             | Orte und Reisegrund |
| ----------------------------------------------------------------------------- | ----------------- | --- |
| Frühjahr 1782 (Abreise aus Rom am 25. Februar; Abreise aus Wien am 22. April) | Pius VI.          | Empfang durch den Wiener Erzbischof Christoph Anton von Migazzi in Bruck an der Mur; Treffen mit dem entgegengereisten Joseph II. in Neunkirchen; (erfolglose) Verhandlungen mit dem Kaiser in Wien über dessen Reformpolitik. Am Ostersonntag 1782 erteilte Pius von der Fassadenaltane der Kirche am Hof aus den Ostersegen. Am 22. April verabschiedete Joseph II. den Papst bei der Pfarr- und Wallfahrtskirche Mariabrunn. |
| 10. September – 13. September 1983                                            | Johannes Paul II. | Wien: Feier einer „Europavesper“ am Heldenplatz; Jugendmesse im Praterstadion; Gottesdienst im Donaupark; Besuch in Mariazell |
| 23. Juni – 27. Juni 1988                                                      | Johannes Paul II. | Wien, Trausdorf, Konzentrationslager Mauthausen, Salzburg, Lorch, Gurk, Innsbruck |
| 19. Juni – 21. Juni 1998                                                      | Johannes Paul II. | Salzburg; St. Pölten; Wien: Seligsprechung von Jakob Kern, Anton Maria Schwartz und Schwester Maria Restituta am Heldenplatz |
| 7. September – 9. September 2007                                              | Benedikt XVI.     | Staats- und Pilgerbesuch aus Anlass des 850. Jahrestags der Gründung von Mariazell. Wien: Gebet an der Mariensäule bei der Kirche am Hof; Gedenken an die Shoa am Judenplatz; Empfang in der Hofburg; Messe im Stephansdom; Mariazell: Messe vor der Basilika Mariazell; Heiligenkreuz: Besuch des Stiftes und der Philosophisch-Theologischen Hochschule Benedikt XVI.                                                         |